# Copa da Escócia de 1969–70
A Copa da Escócia de 1969-70 foi a 85º edição do torneio mais antigo do futebol da Escócia. O campeão foi o Aberdeen F.C., que conquistou seu 2º título na história da competição ao vencer a final contra o Celtic F.C., pelo placar de 3 a 1.

## Premiação
| Copa da Escócia de 1969-70        |
| Escócia                           |
| --------------------------------- |
| Aberdeen F.C. Campeão (2º título) |